# Nissum Fjord
Nissum Fjord ligger i Vestjylland vest for Vemb og afgrænses fra Vesterhavet af en 13 km lang landtange, Bøvling Klit, med udløb gennem en sluse ved Thorsminde. Fjorden har et vandareal på 70 km² eller 7.000 ha, men vanddybden er på kun ca. 1 meter, og de dybeste arealer i Felsted Kog og fjordens centrale dele 2-3 meter; den nordlige del af fjorden , som hedder Bøvling Fjord, er så lavvandet, at den undertiden tørlægges helt ved stærk blæst. Nissum Fjord har tilløb fra bl.a. Ramme Å, Flynder Å, Damhus Å og som det største vandløb Storåen, der har sit udløb i det østlige hjørne af Felsted Kog i den sydøstlige ende af fjorden. I Thorsminde har man  siden 1870'erne foretaget regulering af fjordens vandstand og saltindhold ved  slusen, der skaber vandudskiftning i fjorden.  Hele Nissum Fjord samt nogle omkringliggende arealer er udlagt som både habitatområde, fuglebeskyttelsesområde, vildtreservat og Ramsarområde og udgør Natura 2000-område nr. 65 Nissum Fjord; Fjorden, rørskovene  og engene omkring har et rigt og varieret fugleliv.  
I februar 2010 skyllede en levende hvalros i land på vestkysten ved Nissum Fjord.

## Fjandø
I den sydvestlige del af Nissum Fjord ud for halvøen Nørre Fjand ligger en lille ubeoet ø, Fjandø, på 40 ha.  Øens hedevegetation holdes  nede af en fåreflok i sommerhalvåret, hvilket giver gode betingelser for fuglelivet. Fra 1. april til 31. august er der totalt færdselsforbud på øen samt i en 50 meter zone rundt om øen.

## Felsted Kog
Felsted Kog er resultatet af et landvindingsprojekt i sidste halvdel af 1800-tallet. Kogen fik i sin tid sit navn, da man  forsøgte at afvande hele fjorden; kog betyder indvundet landareal. Det lykkedes dog kun ved Felsted, hvor man opførte  et 13 km langt dige og tørlagde ca. 1400 ha, men det viste sig hurtigt, at jordbunden ikke var egnet til landbrugsjord, og da der ofte opstod digebrud under kraftige storme, opgav man projektet i 1885.